# Zastrużne
Zastrużne (niem. Sastrosnen, 1938–1945 Schlangenfließ) – wieś w Polsce położona w województwie warmińsko-mazurskim, w powiecie piskim, w gminie Orzysz, na północ od jeziora Śniardwy.
W latach 1975–1998 miejscowość administracyjnie należała do województwa suwalskiego.

## Historia
W dniu 16 lipca 1938 roku ówczesna niemiecka władza nazistowska Prus Wschodnich dokonała zmiany historycznej nazwy Sastrosnen na Schlangen-fliess. Wieś podlegała rewirowi w Dąbrówce.
Wieś lokowana w 1477 r. przez wielkiego mistrza Marcina Truchsess von Wetlausen. W akcie lokacyjnym Paweł „ahne Nass (bez nosa), Anasz otrzymał 10 łanów z obowiązkiem jednej służby na prawie magdeburskim. W 1519 r. Paszko „bey der Gurke” miał 12 łanów. Do oddania płużnego od służby i całości dóbr zobowiązano Wężewo, Sumki, Strzelniki, Zastrużne, Rostki, Tuchlin, Gorzekały. Oada miała charakter przysiółka (zwarte grupy kilku domów). Wymienione w spisie gospodarczym zakonu krzyżackiego początku XVI wieku, który pełni rolę weryfikatora przemian osadniczych tego okresu oraz w spisie wojskowym z 1519 r.
W latach 1709–1711 wiele okolicznych miejscowości niemal w całości opustoszało z powodu zarazy, np.: Okartowo, Tuchlin, Zastrużne, Dąbrówka. Zaraza dotknęła głównie chłopów szarwarkowych, rzadziej wolnych, a w ogóle szlachtę.

## Zabytki
Zabytki ujęte w gminnej ewidencji zabytków:
- Dawny cmentarz ewangelicki założony w połowie XIX wieku[4].

Najstarszy zachowany nagrobek z 1895 roku.